# Biskopsgården, Strängnäs

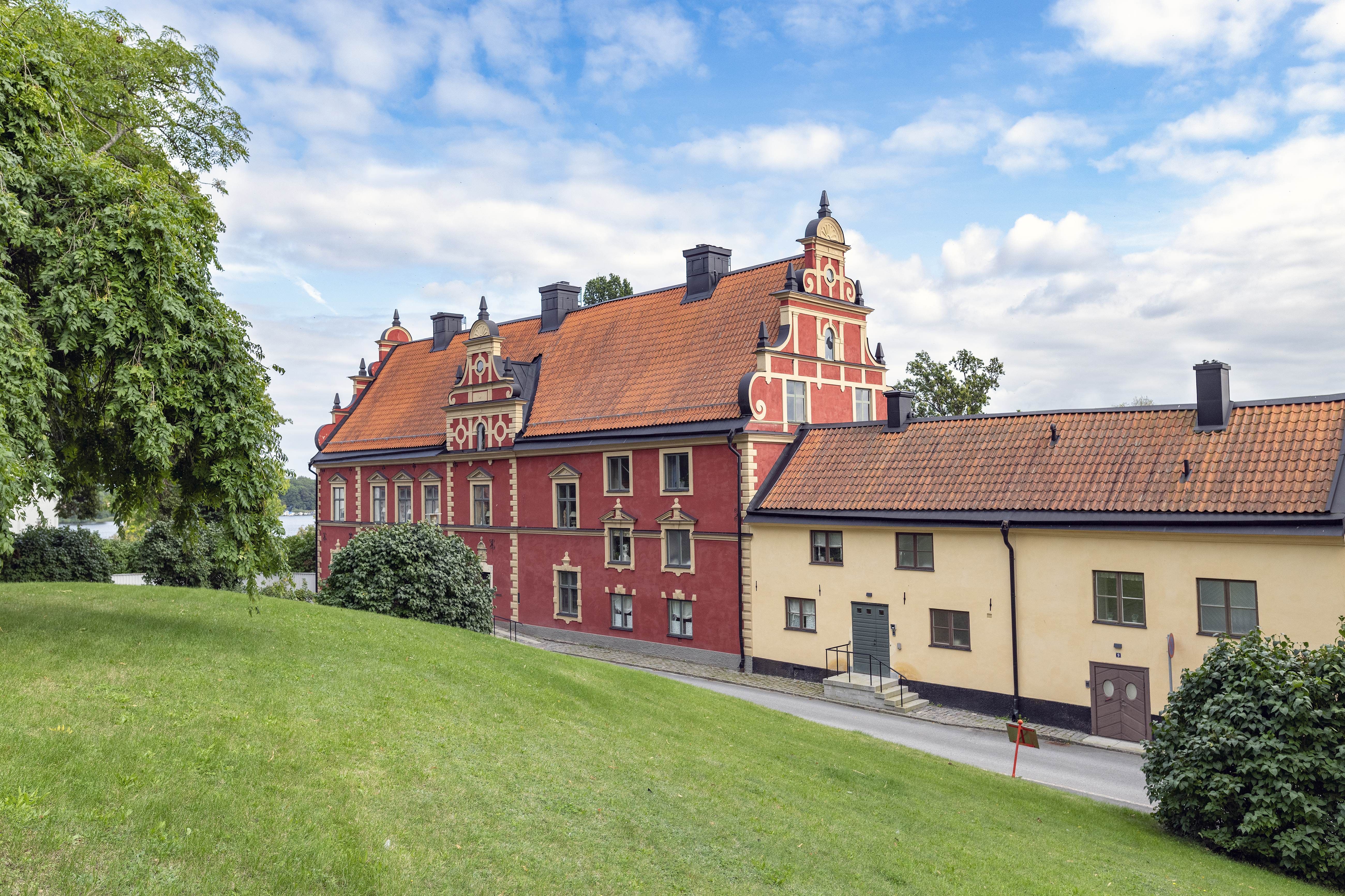
Biskopsgården i Strängnäs.

Biskopsgården är tjänstebostad för biskopen i Strängnäs stift. Gården uppfördes 1648–1650 av biskop Johannes Matthiæ Gothus. Sitt nuvarande utseende fick byggnaden under biskop Thore Strömberg 1882 i en restaurering ledd av Claes Grundström.